# Аткинсон, Билл
Билл Аткинсон (англ. Bill Atkinson; 17 марта 1951, Лос-Гатос, Калифорния — 5 июня 2025, Портола-Валли, Калифорния) — американский программист, компьютерный инженер и фотограф.

## Биография
С 1978 по 1990 год Аткинсон работал в компании Apple Computer. Получил степень бакалавра в Калифорнийском университете в Сан-Диего, где Джеф Раскин, ведущий разработчик Apple Macintosh, читал ему лекции в качестве одного из его профессоров. Аткинсон продолжил свои исследования и защитил дипломный проект уже в Вашингтонском университете.
Аткинсон был главным дизайнером и разработчиком графического пользовательского интерфейса (ГПИ) компьютера Apple Lisa и, позже, одним из первых тридцати членов первоначального состава команды разработчиков машины Apple Macintosh и стал создателем революционного для своего времени графического редактора MacPaint, а также других приложений для Mac. Также он спроектировал и реализовал технологию QuickDraw, базовый инструментарий для работы с графикой на компьютерах Macintosh. Наличие технологии QuickDraw для вывода графики стало ключевым фактором к успеху, которым пользовался новый графический интерфейс Macintosh. Кроме всего прочего, Аткинсон спроектировал и реализовал технологию HyperCard, первую массовую систему с гиперссылками, гипермедиа.
Около 1990 года была основана компания General Magic по разработке коммуникационных устройств и Билл Аткинсон был одним из трёх сооснователей, на встрече с прессой сказав следующее:
Препятствия к успеху General Magic могут быть серьёзными, но это не обычная стартап-компания. В число её партнёров входят некоторые крупнейшие игроки мира компьютеров, коммуникаций и бытовой электроники. И компания будет укомплектована первоклассными инженерами, которые с чистого листа станут заново изобретать традиционные подходы к повсеместно встречающимся и распространённым по всему миру коммуникациям.
В 2007 году Аткинсон начал работать в качестве внешнего разработчика в стартапе Numenta, который занимался технологиями компьютерного интеллекта. О своей работе Аткинсон сказал: «То, что делает Numenta, имеет более высокую фундаментальную важность для общества, чем персональный компьютер и развитие Интернета».
Некоторые важные изобретения Аткинсона в компьютерной сфере:
- Macintosh QuickDraw и Lisa LisaGraf
  - Аткинсон независимо открыл алгоритм построения окружности из равноотстоящих точек с использованием суммы последовательных нечётных чисел[5].
- «Бегущие муравьи» (анимационный эффект для обозначения границ выделения в графическом редакторе)
- Строка меню с выпадающими подпунктами
- Лассо выделения (инструмент автоматического выделения участков на изображении)
- FatBits
- MacPaint
- HyperCard
- Bill Atkinson PhotoCard[6]

В последнее время Аткинсон занимался фотографированием природы и проектом по сохранению почтовых открыток.
Умер 5 июня 2025 года, в возрасте 74 лет в Портола-Вэлли, Калифорния, от осложнений, вызванных раком поджелудочной железы.

## Личная жизнь
Билл Аткинсон был трижды женат. У него были двое дочерей, пасынок и падчерица.